# Phytoecia rufipes
Phytoecia rufipes är en skalbaggsart som först beskrevs av Olivier 1795.  Phytoecia rufipes ingår i släktet Phytoecia och familjen långhorningar.
Artens utbredningsområde är:
- Corsica.
- Frankrike.
- Kazakstan.

Utöver nominatformen finns också underarten P. r. latior.